# Wheein
Wheein (hangul: 휘인, ur. 17 kwietnia 1995 w Jeonju, Korea Południowa), właśc. Jung Whee-in – południowokoreańska piosenkarka i autorka tekstów. Jest członkinią południowokoreańskiego girlsbandu Mamamoo. 17 kwietnia 2018 roku zadebiutowała jako artystka solowa wydając single album magnolia z piosenką „Easy”.

## Dyskografia

### Dyskografia solowa

#### Albumy studyjne
- IN the mood (2023)

#### Minialbumy
- Redd (2021)
- Whee (2022)

#### Single album
- magnolia (2018)
- Soar (2019)

#### Piosenki
Współpraca
- „Narcissus” (kor. 나르시스) (z Kim Heechul & Kim Jungmo) (2016)
- „Angel” (z Solar) (2016)
- „Da Ra Da” (kor. 다라다) (z Jeffem Bernatem & B.O.) (2017)
- „Loving One Person” (prod. Kim Hyunchul; z Hwasą) (2019)

Featuring
- „Under Age's Song” (Phantom feat. Wheein) (2014)
- „The Sunlight Hurts” (kor. 햇살이 아파) (Standing Egg feat. Wheein, YoonDak Obroject) (2014)
- „Domino” (CNBLUE feat. Wheein) (2015)
- „Please Just Go” (kor. 그냥가요) (Louie feat. Wheein) (2015)
- „Ex Girl” (Monsta X feat. Wheein) (2016)
- „Hey!” (kor. 야!) (Sandeul feat. Wheein) (2016)
- „Anymore” (kor. 부담이 돼) (Jung Key feat. Wheein) (2017)
- „Holy-Day” (Jung Min-hyuk feat. Wheein) (2017)
- „Love or Like” (Standing Egg feat. Wheein) (2017)
- „Miss U” (Jude feat. Wheein) (2018)
- „Tears Drops” (DinDin feat. Wheein) (2019)
- „4:44” (Park Bom feat. Wheein) (2019)
- „do do do do” (kor. 돼버릴거야) (prod. Giriboy; DinDin feat. Wheein) (2020)

OST
- „Shadow” (kor. 그림자) (Yellow OST Part.1, 2017)
- „With My Tear” (kolr. 내 눈물모아) (Hospital Playlist OST, 2020)

## Filmografia

### Programy telewizyjne
| Rok  | Tytuł               | Uwagi                    | Stacja telewizyjna |
| ---- | ------------------- | ------------------------ | ------------------ |
| 2016 | King of Mask Singer | uczestniczka, odc. 55–56 | MBC                |
| 2018 | Secret Unnie        | obsada (odc. 2–6)        | JTBC               |